# Norbert Varga
Norbert Varga (ur. 26 marca 1980 w Aradzie) – rumuński piłkarz grający na pozycji obrońcy lub defensywnego pomocnika.
Varga w 2002 roku występował w klubie Electromagnetica Bukareszt, w rumuńskiej drugiej lidze. Po okresie gry w Bukareszcie trafił do UTA Arad, występującego w wówczas w rumuńskiej Divizia A. W 2005 roku przeszedł do Sportulu Studențesc. 10 lutego 2006 roku został kupiony przez Wisłę Kraków, gdzie zarekomendował go ówczesny trener Wisły Dan Petrescu. Varga podpisał kontrakt do końca 2010 roku. Wskutek licznych kontuzji oraz dużej konkurencji w drużynie, w styczniu 2007 roku Varga został wypożyczony na okres 18 miesięcy do UTA Arad. 23 lipca 2009 roku Wisła Kraków rozwiązała umowę z Vargą za porozumieniem stron.

## Statystyki
(stan na 14 czerwca 2010)
| Sezon         | Klub              | Liga        | Liczba meczów | Liczba bramek |
| ------------- | ----------------- | ----------- | ------------- | ------------- |
| 2002/2003 (j) | Electromagnetica  | Liga II     | 13            | 1             |
| 2002/2003 (w) | UTA Arad          | Liga I      | 13            | 0             |
| 2003/2004     | UTA Arad          | Liga II     | 20            | 2             |
| 2004/2005     | UTA Arad          | Liga II     | 23            | 1             |
| 2005/2006 (w) | Wisła Kraków      | Ekstraklasa | 4             | 0             |
| 2006/2007 (j) | Wisła Kraków      | Ekstraklasa | 2             | 0             |
| 2006/2007 (w) | → UTA Arad (wyp.) | Liga I      | 4             | 0             |
| 2007/2008     | → UTA Arad (wyp.) | Liga I      | 11            | 2             |
| 2008/2009     | Wisła Kraków      | Ekstraklasa | 0             | 0             |
| 2009/2010     | Unirea Alba Iulia | Liga I      | 17            | 0             |